# Bang Bang (песня Игги Попа)
Bang Bang — песня американского певца Игги Попа, написанная им в соавторстве с Иваном Кралом в 1981 году для альбома Party. Согласно автобиографии Игги Попа — I Need More, он написал эту песню, чтобы потом её выпустить в качестве сингла для лейбла Arista Records, которому обещал выпустить «коммерческий альбом». Сингл занял 35 место в чарте Billboard Club Play singles chart. Первоначально певец задумывал пригласить в качестве продюсера Фила Спектора или Майка Чепмена, но, однако, по разным причинам продюсером песни стал Томми Бойс. По словам Игги, идея для песни пришла к нему, когда он читал роман «Парни что надо» (англ. All The Right Stuff) в местном книжном магазине.

## Участники записи
- Игги Поп — вокал
- Иван Крал — гитара, клавишные
- Роб Дупри — гитара
- Майкл Пэйдж — бас
- Дуглас Бойн — ударные
- Джимми Уизнер — аранжировки

## Кавер-версии
- В 1987 году Дэвид Боуи перепел эту песню для своего альбома 1987 года — Never Let Me Down.